# Arisaema ghaticum
Arisaema ghaticum är en kallaväxtart som först beskrevs av Sardesai, S.P.Gaikwad och Shrirang Ramchandra Yadav, och fick sitt nu gällande namn av Punekar och Kuma. Arisaema ghaticum ingår i släktet Arisaema och familjen kallaväxter. Inga underarter finns listade.